# Sonic Jam
Sonic Jam (яп. ソニック ジャム, Сонікку Дзяму) — збірка, що складається з декількох ігор Sonic the Hedgehog, які виходили на ігрову системи Sega Mega Drive/Genesis, для консолі Sega Saturn. До збірки увійшли 4 гри: Sonic the Hedgehog, Sonic the Hedgehog 2, Sonic the Hedgehog 3 та Sonic & Knuckles. Він вийшов у Японії в червні 1997 року, в Північній Америці та Європі через два місяці, а версія для Game.com через рік, у 1998 році. У ньому також є 3D-рівень «Sonic World», який одночасно є інтерактивним музеєм Sonic the Hedgehog.
Розробка почалася після виходу в Японії, Nights into Dreams… у липні 1996 року. Приводом для створення компіляції стали численні звернення з боку шанувальників серії до компанії Sonic Team. Команда зазнавала труднощів зі збору всієї інформації, оскільки вони навіть не підозрювали про вихід інших ігор на інших консолях від Sega. Sonic Jam був анонсований на весняній Tokyo Game Show 1997 року як частина проєкту з підвищення обізнаності на ринку компанії Sega та бренду Sonic.
Вихід Sonic Jam був неоднозначно зустрінутий критиками. До переваг проєкту рецензентами був зарахований рівень «Sonic World», а також сама можливість вивчити історію серії Sonic the Hedgehog.. Як недоліки оглядачі назвали відсутність у збірнику гри Sonic the Hedgehog CD й Sonic the Hedgehog Spinball та повноцінної тривимірної графіки.

## Ігровий процес

Тривимірний рівень збірки «Sonic World». За словами програміста Юдзі Наки, за допомогою цього рівня команда розробників експериментувала з тривимірною графікою, і хотіла зрозуміти, як виглядатиме серія в нових умовах

Збірка містить кілька ігор серії Sonic the Hedgehog, які раніше виходили на Mega Drive/Genesis; присутні навіть доповнення до Sonic & Knuckles. У Sonic Jam є три режими — оригінальний (англ. Original), нормальний (англ. Normal) і легкий (англ. Easy). У першому режимі гра нічим не відрізняється від оригіналу, але в останніх двох забираються деякі рівні, й замінюються на один довгий акт, а також полегшується проходження спеціальних етапів («Special Stage»). У грі Sonic the Hedgehog у їжака Соніка з'явився прийом spin dash, що дозволяє розганятися на місці, і який можна вимкнути в меню. Також в іграх були виправлені недоробки, трохи змінені звукові ефекти та мелодії.
Крім старих ігор, у меню збірки можна вибрати тривимірний рівень «Sonic World», що нагадує «Green Hill» із Sonic the Hedgehog. Гравець може виконати вісім різних місій, наприклад, зібрати певну кількість кілець або знайти контрольні точки. У рівні немає роботів Доктора Еґмана, але є 8 місій, в яких за певний час треба зібрати 20 кілець, знайти 3 контрольних точок і т. д. Крім цього, тут знаходяться музеї, де можна подивитися відео зі старих ігор серії, послухати музику та подивитися картинки.

## Розробка та випуск збірника
У 1997 році компанія Sega на виставці Tokyo Game Show, у рамках свого плану під назвою «Project Sonic», оголосила про створення кількох ігор про Соніка на Sega Saturn. Метою стратегії стало залучення нових гравців до серії Sonic the Hedgehog. Спеціально для цього були розроблені такі ігри, як збірник Sonic Jam, платформер Sonic 3D і перегонову гру Sonic R. В інтерв'ю, творці серії Юдзі Нака та Наото Осіма заявили, що приводом для створення збірки послужили численні звернення шанувальників, які просили Sonic Team докладніше розповісти про походження Соніка.
Розробляти Sonic Jam почали після виходу Nights into Dreams…, у липні 1996 року. Sonic Team вирішила включити сюди кілька ігор, що вийшли на Mega Drive/Genesis: Sonic the Hedgehog, Sonic the Hedgehog 2, Sonic the Hedgehog 3 та Sonic & Knuckles (разом з доповненнями Blue Sphere, Sonic 2 & Knuckles й Sonic 3 & Knuckles). Спеціально для збірки було створено рівень «Sonic World», виконаний повністю в тривимірній графіці. Через нього можна дізнатися історію серії Sonic the Hedgehog із 1991-го по 1997 роки. Проте команда зазнавала труднощів зі збору інформації, оскільки вони навіть не підозрювали про вихід інших ігор на Sega Master System, Sega Game Gear та Sega Pico.
Реліз Sonic Jam відбувся на Sega Saturn влітку 1997. Наступного року компанія Tiger Electronics видала проєкт для своєї консолі Game.com. Ця версія виконана у вигляді платформера і схожа на попередні частини серії. У ній містяться ігри Sonic the Hedgehog 2, Sonic the Hedgehog 3 та Sonic & Knuckles у зміненому варіанті. Ця версія отримала вкрай негативні відгуки критиків, які скаржилися на низьку швидкість, погану графіку та управління.

## Оцінки та думки
| Агрегатор    | Оцінка  |
| ------------ | ------- |
| GameRankings | 77,55 % |

| Видання                   | Оцінка         |
| ------------------------- | -------------- |
| AllGame                   | (SAT) · (GCOM) |
| Electronic Gaming Monthly | 8,12/10        |
| GamePro                   | 4,5/5          |
| GameRevolution            | B              |
| GameSpot                  | 5,9/10         |
| Страна игр                | 8/10           |

Збірка отримала переважно позитивні відгуки від критиків. На сайті GameRankings середня оцінка складає 77,55 %. Представник із GamePro у своєму огляді високо оцінив зміст збірки, заявивши, що Sonic Jam — чудовий додаток до будь-якої бібліотеки ігор для Sega Saturn. Журналіст сайту The Video Game Critic також порадив гравцям придбати компіляцію для своєї приставки, назвавши її «веселою». Позитивно він оцінив тривимірний рівень «Sonic World», різні квести та додаткові матеріали. Однак як недоліки згадував звукове оформлення та графіку.
Однак зустрічалися й стриманіші відгуки. Критик із Game Revolution назвав Sonic Jam «простим солідним набором ігор, які ми бачили раніше». Глен Рубенштейн з GameSpot оцінив Sonic Jam у 5,9 бала з 10 можливих, через відсутність повноцінної тривимірної графіки, подібної до Super Mario 64 для Nintendo 64. Рівень «Sonic World», за його словами, не рятує ситуацію. Окрім цього, критик здивувався, чому Sonic Team не включила до своєї збірки ігри Sonic the Hedgehog CD та Sonic Spinball. Рубенштейн також зазначив, що серія знаходиться в глибокому занепаді, тому що туди вже не вносяться «свіжі» та «революційні» ідеї. Колін Вільямсон з AllGame назвав відсутність повноцінної гри про Соніка на Sega Saturn однією з причин смерті консолі. Він радить гравцям просто пропустити Sonic Jam, Sonic 3D і Sonic R, і дочекатися нової консолі та повноцінного платформера за участю їжака Соніка.

### Вплив
Після випуску збірки, Sonic Team вирішила розпочати розробку повноцінної тривимірної гри про Соніка. Рівень «Sonic World» послужив основою створення гри Sonic Adventure, виданої для консолі Dreamcast. Продюсер Юдзі Нака в інтерв'ю журналу Sega Saturn Magazine пояснив, що команда експериментувала з тривимірною графікою і хотіла зрозуміти, як виглядатиме серія в нових умовах.
Пізніше Sega не раз видавала на різні консолі, компіляції старих ігор франшизи. Відомі збірники з найбільшими продажами є Sonic Mega Collection, Sonic Gems Collection та Sonic's Ultimate Genesis Collection.
У Японії з 1997 року видавництвом Soft Bank випускалися книги, де містилося керівництво та додаткова інформація щодо гри.